# 98 Dywizjon Artylerii Przeciwpancernej
98 dywizjon artylerii przeciwpancernej (98 dappanc) – pododdział artylerii przeciwpancernej ludowego Wojska Polskiego i Sił Zbrojnych RP.

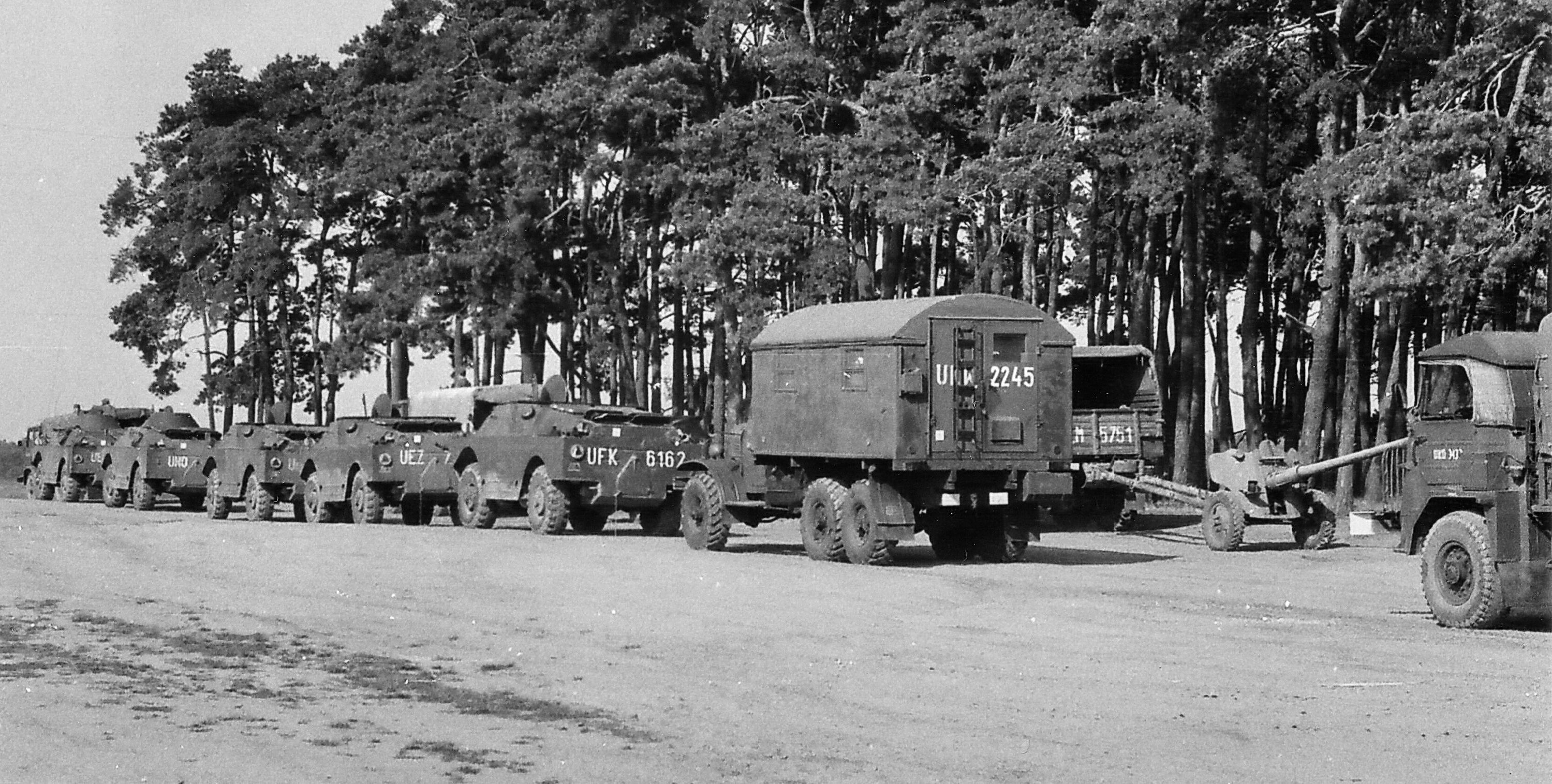
98 dappanc: Pojazdy BRDM baterii PPK (również pojazd-trenażer dla strzelców PPK), na drugim planie 85 mm armaty, przed wyjazdem na strzelania do celów, poligon drawski, 1997 r.

## Formowanie i zmiany organizacyjne
Dywizjon został sformowany na podstawie zarządzenia Nr 048/Org. szefa Sztabu Generalnego z 26 lipca 1972. Wchodził w skład 8 Dywizji Zmechanizowanej. Stacjonował w Kołobrzegu. W 1994 utracił status jednostki wojskowej i został włączony w skład 4 pułku artylerii mieszanej.
Dowódcą dywizjonu w roku 1984 był ppłk Łaska. Długoletnim dowódcą dywizjonu był mjr/ppłk Marian Kopniak. Zginął tragicznie w katastrofie samochodowej w Koszalinie w dniu 7 kwietnia 1993 r.
W latach 1983–1985 służbę w dywizjonie pełnił podporucznik Krzysztof Domżalski, późniejszy generał brygady.

## Struktura organizacyjna
- dowództwo
- sztab
- pluton dowodzenia
- trzy baterie armat przeciwpancernych a. dwa plutony ogniowe po 3 działony
- pluton remontowy
- pluton zaopatrzenia
- pluton medyczny

Razem w dappanc. 18 armat 85 mm